# Сууремыйза (Сааремаа)
Су́уремы́йза (эст. Suuremõisa) — деревня в волости Муху уезда Сааремаа, Эстония.

## География и описание
Расположена на острове Муху. Высота над уровнем моря — 16 метров.
Климат умеренный. Официальный язык — эстонский. Почтовый индекс — 94733.

## Население
По данным переписи населения 2021 года, в Сууремыйза проживали 45 человек, из них 44 (97,8 %) — эстонцы.
Численность населения деревни Сууремыйза по данным переписей населения:
| Год  | 1959 | 1970 | 1979 | 1989 | 2000 | 2011 | 2021 |
| ---- | ---- | ---- | ---- | ---- | ---- | ---- | ---- |
| Чел. | 94   | ↘ 71 | ↗ 87 | ↘ 56 | ↘ 29 | ↘ 16 | ↗ 45 |

## История
В середине XVI века на землях современной деревни Сууремыйза была основана мыза Моен (Moen). В 1626 году её перенесли на место деревни Энненкюль (нем. Ennenküll, Иннекюла, эст. Innekülla). Во второй половине XIX века к северу от этой мызы, на Гроссенгофском поле (Сууремойза полдъ), возникла деревня, которая соответствует современной деревне Сууремыйза. Деревня состоит из двух частей: на северо-западе — Силлаяэре (эст. Sillaääre) или Пассикюла (эст. Passiküla), на юго-востоке — Яанисааду (эст. Jaanisaadu) или Кааникюла (эст. Kaaniküla). После земельной реформы 1919 года на мызных землях возникло поселение, получившее название Лахекюла (эст. Laheküla). В 1977–1997 годах Лахекюла была частью деревни Сууремыйза, в 1997 году была восстановлена в статусе самостоятельной деревни.

## Комментарии
1. ↑  Эстонские топонимы, оканчивающиеся на -а, не склоняются и не имеют женского рода (исключение — Нарва)[6].